# کنگیا ووچانگسکا
کنگیا ووچانگسکا (به لهستانی:  Knieja Łuczańska) یک روستا در لهستان است که در گمینا کروکلانکی واقع شده‌است.